# Уильям (Секретные материалы)
«Уильям» (англ. «William») — 16-й эпизод 9-го сезона сериала «Секретные материалы». Премьера состоялась 28 апреля 2002 года на телеканале FOX. Эпизод позволяет более подробно раскрыть так называемую «мифологию сериала», заданную в пилотной серии.
Режиссёр — Дэвид Духовны, авторы сценария — Дэвид Духовны, Крис Картер и Фрэнк Спотниц, приглашённые звёзды — Сид Стриттмэттер, Крис Оуэнс, Адам Нельсон, Шэннон Нил, Дэн Шор, Джеймс Рикер, Трэвис Рикер и Джейсон Уотерс.
В США серия получила рейтинг домохозяйств Нильсена, равный 5,8, который означает, что в день выхода серию посмотрели 9.3 миллионов человек.
Главные герои сериала — агенты ФБР, расследующие сложно поддающиеся научному объяснению преступления, называемые Секретными материалами.. Сезон концентрируется на расследованиях агентов Даны Скалли (Джиллиан Андерсон), Джона Доггетта (Роберт Патрик) и Моники Рейс (Аннабет Гиш), а также помощнике директора ФБР Уолтере Скиннере (Митч Пиледжи).

## Сюжет
Доггетт обнаруживает странного обезображенного мужчину в офисе Секретных материалов и настаивает на ДНК-тесте. Агенты узнают, что у него ДНК агента Малдера, и этот человек может быть им. Ответы становятся все более странными, когда на линии огня становится сын Скалли, малыш Уильям.